# Benedicto de Moraes Menezes
Benedicto de Moraes Menezes (Rio de Janeiro, 1906. október 30. – Rio de Janeiro, 1944. február 11.) brazil labdarúgócsatár.

## Klubcsapatban
Hazájában kezdte pályafutását a Grêmio Brasil de Pelotas csapatában. 1927 és 1932 közt a Botafogóban játszott. 1933-ban a Fluminense csapatához szerződött. 1933-ban Európába igazolt, az olasz Torino szerződtette. Két év múlva az országon belül váltott klubot és a Lazio játékosa lett. Neve olaszos formában Benedicto Zacconi volt.

## Válogatottban
A brazil labdarúgó-válogatott színeiben részt vett az 1930-as labdarúgó-világbajnokságon. Összesen 3 meccsen 1 gólt szerzett.